# عبد الله عبد العزيز الضراب
عبد الله بن عبد العزيز بن عبد الله الضرَّاب هو أكاديمي سعودي وعضو في مجلس الشورى السعودي منذ أن تم تعيينه بأمر ملكي في 3 ربيع الأول، 1438هـ الموافق لـ2 ديسمبر 2016م. عبد الله الضراب عضو في عضو مجلس إدارة هيئة الاتصالات وتقنية المعلومات ونائباً للرئيس. إضافةً إلى ترأسه اللجنة الوطنية لمجتمع المعلومات واللجنة التوجيهية لبرنامج التعاملات الإلكترونية الحكومية. 

## الحياة التعليمية
درس عبد الله الضراب لدى عدد من المعاهد المحلية والدولية وأخذ دورات مثل الإدارة المتقدمة بالأهداف، القيادة الإدارية الفاعلة، المحاسبة وتحليل القوائم المالية. وبرامج فنية مثل: الهندسة القيمية، إدارة الصيانة، التطورات الحديثة في تكنلوجيا الاتصالات، الاتصالات عبر بروتوكول الإنترنت، الاتصالات عبر الأقمار الصناعية. أما مسيرته التعليمية فقد كانت كالآتي:
- شهادة الباكالوريوس من جامعة ولاية كاليفورنيا بساكرامنتو في الهندسة الكهربائية والإلكترونية 1981 م.
- شهادة إتمام البرنام الدراسي في تخطيط الاتصالات وصنع القرارات الاقتصادية من معهد الاتصالات الحكومي بالولايات المتحدة الأمريكية 1991 م.
- شهادة إتمام البرنامج التنفيذي من جامعة متشجن بالولايات المتحدة الأمريكية في الاستراتيجيات تشكيلها وتنفيذها 1998 م.
- شهادة إتمام البرنامج الدراسي المكثف من مركز الإدارة الأوروبي في بروكسل-بلجيكا في استراتيجيات التسويق المنافس 1999 م
- شهادة إتمام البرنامج التنفيذي من جامعة بنسلفانيا بالولايات المتحدة الأمريكية في المالية والمحاسبة 2001 م.

## الحياة المهنية
- عضو مجلس الشورى اعتبارا من تاريخ 29 صفر 1437 هـ
- محافظ هيئة الاتصالات وتقنية المعلومات (1432-1436 هـ)
- نائباً لمحافظ الهيئة للشؤون الفنية (1423-1432 هـ).
- نائباً للرئيس للشؤون الهندسية منذ إنشاء شركة الاتصالات السعودية عام 1998 م، ثم نائباً لقطاع الشبكة حتى عام 2002 م.
- عمل بعد تخرجه بوزارة البرق والبريد والهاتف في مجال الهندسة الكهربائية والإلكترونية وتقلد عدداً من الوظائف الفنية والإشرافية والقيادية بالوزارة.
- نائباً لرئيس أكبر مجموعة دراسية (SF-8) في قطاع الراديو في الاتحاد الدولي للاتصالات السلكية واللاسلكية وتم إعادة اختياره لمدة عشر سنوات متتالية منذ عام 1990 م.

## عضويات المجالس واللجان
- عضو مجلس إدارة هيئة الاتصالات وتقنية المعلومات ونائبا للرئيس.
- رئيس اللجنة الوطنية لمجتمع المعلومات.
- رئيس اللجنة التوجيهية لبرنامج التعاملات الإلكترونية الحكومية.
- رئيس اللجنة التنفيذية بهيئة الاتصالات وتقنية المعلومات.
- عضو اللجنة الإشرافية لحاضنة بادر.
- عضو لجنة النظر في مخالفات نظام الاتصالات.
- عضو اللجنة الإشرافية لبرنامج التعاملات الإلكترونية الحكومية.
- ترأس الفريق العربي (مدأربتل) لوضع متطلبات نظام الهاتف الجوال (GSM) للعالم العربي.
- رئيس لجنة السياسات العامة الدولية للإنترنت التابعة للمنتدى العالمي لسياسات الاتصالات.

## الإنجازات والأبحاث
لدى عبد الله الضراب عدد من الإسهامات الكتابية في مجال الاتصالات وتقنية المعلومات وحوكمة الإنترنت وأوراق عمل. والتي قدمت في عدد من المنتديات الدولية والمحلية. كما أنه قد سبق له وأن شارك مع عدد من الخبراء في إعداد كتاب (Reforming Internet Governance). ومن إنجازاته وأعماله:
- المساهمة في وضع الأطر التنظيمية والاستراتيجيات لفتح سوق الاتصالات منذ التحاقه بهيئة الاتصالات وتقنية المعلومات في بداية إنشائها، بالإضافة إلى تقييم العروض الواردة وإصدار التراخيص، وتعديل هيكلة خدمات الاتصالات بالمملكة.
- المشاركة في تحديد ووضع السياسات الدولية العامة لحوكمة الإنترنت تحت مظلة فريق العمل التابع للأمم المتحدة.
- الإشراف على وضع الخطط وتنفيذ عدد من مشاريع الخدمة الشاملة لتغطية المناطق النائية بالمملكة بالخدمات الهاتفية والنطاق العريض.
- الإسهام بإعادة هيكلة قطاع الاتصالات إعداداً لخصخصة شركة الاتصالات السعودية.
- الإشراف على تنفيذ برنامج الحكومة الإلكترونية حيث حققت المملكة المركز الخامس عالمياً في استخدام «الخدمات الحكومية الرقمية » عام 2014 م.
- إبان قيادته لقطاع الشبكة بشركة الاتصالات السعودية؛ أشرف على توسعة الشبكات الهاتفية الثابتة، وشبكة البيانات، والاتصالات المتنقلة والريفية في المملكة وتحديثها لتتوافق مع عام 2000 م، بالإضافة إلى تنفيذ الشبكة الوطنية الحلقية للألياف البصرية.
- الإشراف على تنفيذ أول نظام هاتف سيار خلوي بالمملكة وأول نظام اتصالات ريفية وأول نظام اتصالات متنقلة رقمية، وشارك في دراسة وتقييم العديد من مشاريع الاتصالات الهاتفية، وبعيدة المدى، والطيف الترددي وغيرها.

## المؤتمرات والندوات
- مؤتمرات المندوبين المفوضين، والمؤتمرات العالمية الخاصة بالاتصالات الراديوية (WRC)، وكذلك تقييس الاتصالات (WTSC)، بالإضافة إلى تنمية الاتصالات (WTDC) التابعة للاتحاد الدولي للاتصالات
- اجتماعات الجامعة العربية، ومجلس التعاون الخليجي ذات العلاقة بقطاع الاتصالات وتقنية المعلومات.
- منتدى الاتصالات في أمريكا اللاتينية، ومنتدى سياسات الاتصالات العالمي (WTPF) ومنتدى حوكمة الإنترنت (IGF) والمنتدى العالمي لمنظمي الاتصالات (GSR)، وغيره من
- المنتديات الداخلية والخارجية. وترأس عدد من حلقات النقاش فيها.
- ترأس وفد المملكة في الاجتماعات التفاوضية للقمة العالمية لمجتمع المعلومات (WSIS).
- اختير من قبل الأمين العام للأمم المتحدة (كوفي أنان) عضوا ي فريق العمل المعني بحوكمة الإنترنت المكون من أربعين خبيرا من مختلف دول العالم (WGIG).

## وصلات خارجية
- موقع مجلس الشورى السعودي الرسمي.
- معرض صور مجلس الشورى السعودي[وصلة مكسورة].